# Juan Belmonte Campoy
 Juan Belmonte y Campoy  couramment appelé  « Juan Belmonte Campoy » né à Madrid (Espagne)  le 28 février 1918, mort à Fontarrabie (Espagne, Guipuscoa) le 20 juillet 1975, était un matador espagnol. Il est  présenté comme  le « fils naturel de Juan Belmonte », toutefois les biographes restent muets sur la mère inconnue.

## Présentation
Il commence en 1935 comme becerrista dans une cuadrilla infantíl avec José Ignacio Sánchez Mejías, fils de Ignacio Sánchez Mejías. L'année suivante, il devient novillero et participe à une cinquantaine de novilladas avant de prendre l'alternative le 12 septembre 1938  à Salamanque avec pour parrain Marcial Lalanda et pour témoin Domingo Ortega, face à un taureau d'Antonio Perez. Alternative confirmée le 12 octobre 1939, avec toujours pour parrain Marcial Lalanda face à un taureau de San Fernando.
Celui qu'on appelait familièrement Juanito Belmonte avait un nom lourd à porter. Pourtant, même s'il n'atteignit jamais la classe de son père, il montra une certaine rigueur technique à la muleta et une grande honnêteté. Il toréait près des cornes et parvenait à soulever beaucoup d'émotion dans le public. Pendant cinq ans, il connut le succès et il toréa  au moins autant que Manolete ou Domingo Ortega pendant les années 1941, 1942 et 1943. 
Lorsqu'il mit fin à sa carrière, il avait tué 750 taureaux.